# Xampú
El  xampú  és un producte per a la cura dels cabells, usat per netejar de brutícia, el greix generat per les glàndules sebàcies, escates de pell i en general partícules contaminants que gradualment s'acumulen sobre els cabells.
Quan barregem xampú amb aigua o amb vinagre, es converteix en un tensioactiu, el qual mentre neteja els cabells i cuir cabellut, pot treure el greix que lubrica la base del cabell.
Després d'usar el xampú es pot utilitzar un condicionador, per deixar els cabells més fàcils de pentinar i més suaus.

## Etimologia
La paraula xampú deriva de l'anglès shampoo, data de 1762 i significava originalment "fer massatges". Es tracta d'un manlleu de l'anglo-indi xampú, i aquesta al seu torn de l'Hindi champa, imperatiu de champna, "pressionar, pastar els músculs, massatges "..

## Història
El terme i el servei van ser introduïts a Gran Bretanya per Sake Dean Mahoma, que va obrir uns banys de "xampú" coneguts com a  Mahoma's Indian Vapour Baths  (Banys Indis de Vapor de Mahoma) a Brighton el 1759. Aquests banys eren similars als banys turcs, però els clients rebien un tractament indi de champi (massatge terapèutic). Els seus serveis eren molt apreciats, i Sake Dean Mahoma va rebre l'alt honor de ser nomenat "cirurgià de xampú" per als reis Jordi IV i Guillem IV.
En els primers temps del xampú, els perruquers anglesos bullien sabó amb aigua i hi afegien herbes aromàtiques per donar brillantor i fragància als cabells. Kasey Hebert va ser el primer fabricant conegut de xampú, i encara se li'n reconeix la invenció avui dia. Hebert va vendre el seu primer xampú, amb el nom de "Shaempoo", als carrers de Londres.
Originalment, el sabó i el xampú eren productes molt similars; ambdós contenien surfactants, un tipus de detergent. El xampú modern, tal com se'l coneix en l'actualitat, va ser introduït per primera vegada en la dècada de 1930 amb "Drene", el primer xampú sintètic (no sabonós).
Des del passat fins a l'actualitat, els hindús han usat diverses fórmules de xampús, usant herbes com ara nim, shikakai, henna, Baelo, brahmi, fenigrec, àloe, sèrum de mantega, amla i ametlla en combinació amb alguns components aromàtics com fusta de sàndal, gessamí, cúrcuma, rosa i mesc.

## Com funciona el xampú
El xampú neteja separant el sèu del cabell. El sèu és un oli secretat pels fol·licles pilosos que és fàcilment absorbit per les metxes de cabell, i forma una pel·lícula protectora. El sèu protegeix de danys externs l'estructura proteica del cabell, però té un cost associat: el sèu tendeix a atrapar la brutícia, les escates del cuir cabellut (caspa) i els productes que se solen afegir al cabell (perfums, gomina, gels, etc.). Els surfactants del xampú separen el sèu dels cabells, arrossegant la brutícia amb ell.
Tot i que tant el sabó com el xampú contenen surfactants, el sabó es barreja amb el greix amb massa afinitat, de manera que un ús per rentar els cabells elimina massa sèu. El xampú utilitza surfactants més equilibrats per a no eliminar massa sèu.
El mecanisme químic que fa funcionar el xampú és el mateix que el del sabó. El cabell sa té una superfície hidròfoba a la qual s'adhereixen els lípids, però que repel·leix l'aigua. El greix no és arrossegat per l'aigua, i per això no es poden rentar els cabells només amb aigua. Quan s'aplica xampú al cabell humit, és absorbit en la superfície entre els cabells i el sèu. Els surfactants anió ics redueixen la tensió de superfície i afavoreixen la separació del sèu del cabell. La matèria greix (apolar) es emulsiona amb el xampú i l'aigua, i és arrossegada en l'esbandida.

## Composició
Les formulacions de xampú busquen maximitzar les següents qualitats:
- Fàcil esbandida
- Bon acabat després del rentat del cabell
- Irritació mínima de pell/ull s
- No danyar els cabells
- Baixa toxicitat
- Bona biodegradabilitat
- PH lleugerament àcid, ja que un ambient bàsic debilita els cabells trencant els enllaços de disulfur de la queratina del cabell.

Aquest efecte s'aconsegueix afegint petites escates de diversos materials, per exemple, diestearat de glicol (una cera).

### Tensioactius
Els tensioactius -també coneguts com a  surfactants  - disminueixen la tensió superficial d'un líquid, permetent escampar més fàcilment.
La paraula surfactant és un anglicisme de la paraula  surfactant  que al seu torn prové de "Surface active agent" (agent actiu superficial).
Els principals tensioactius usats en l'elaboració de xampú, són:
- Aniònics
- Catiònics
- Noniónics
- Anfotèrics

## Demandes l'ingredient
A Els Estats Units, l'Administració d'Aliments i Drogues (FDA) ordena que els contenidors de xampú llistar exactament els ingredients. El govern regula que fabricants de xampús poden i no poden damandar com un benefecio associat qualsevol. Sovint els fabricants de Xampú usen aquestes regulacions per combatre les demandes de comercialització fetes pels seus competidors, ajudant a reforçar aquestes regulacions. Mentre les demandes poden ser verificades però, els mètodes de prova i els detalls d'aquestes demandes no són tan directes. Per exemple, molts productes pretenen protegir el cabell del dany donat per la radiació ultraviolada. Mentre que els ingredients responsables de bloquejar la radiació, no estan presents en una alta concentració com per ser-ho prou efectius.

### Vitamines
L'efectivitat de les vitamines, els aminoàcids i les provitamines en el xampú és una cosa molt controvertit. Les vitamines i els aminoàcids són els components bàsics de les proteïnes i de les enzims del nostre cos. Són substàncies que el nostre cos és incapaç de sintetitzar des d'altres substàncies. Mentre que les vitamines podrien ingressar a les cèl·lules a través de la pell, els aminoàcids i les proteïnes són molècules massa grans com per entrar a les cèl·lules des de fora del corrent sanguínia ia més no poden tenir efecte sobre el teixit mort. Les proteïnes es construeixen amb aminoàcids seguint les indicacions del RNA dins de la cèl·lula. Una bri de cabell és una cadena de llargues proteïnes que s'agreguen contínuament en l'arrel de la cadena. L'única manera en què un aminoàcid sigui d'utilitat és que es lligui a altres aminoàcids en una forma específica dins d'una cèl·lula viva. El cabell no és viu i, per tant, no hi ha possibilitat que un aminoàcid o una proteïna tinguin un efecte permanent sobre la salut de la bri de cabell.
El cas de les vitamines no es comprèn del tot. Alguns han demostrat una efectivitat moderada en millorar la salut de la pell , però la millora del cabell és conseqüència de la millora de la pell provocat per l'efecte de les vitamines sobre les cèl·lules vives sota de l'epidermis. Com a conseqüència les vitamines i minerals que milloren la pell podrien millorar la salut del cabell en millorar el creixement del nou cabell, però el benefici als cabells existent és insubstancial. No obstant això les propietats físiques de certes vitamines (com l'oli de vitamina E o pantenol) podrien tenir un efecte cosmètic sobre la massa de cabell però sense cap mena de bioactivitat.

## Xampús específics

### Anticaspa
Les companyies de cosmètics han desenvolupat xampús per a aquells que tenen caspa. Aquests contenen fungicides com  piritiona de zinc  i  sulfit de seleni  que ajuden a reduir la caspa  Malassezia furfur. El Quitrà i el Salicilat i els seus derivats són usats també sovint. Un altre agent actiu el constitueix el ketoconazole, poderós antimicòtic.

### Completament Naturals
Algunes companyies utilitzen els termes de "naturals", "orgànics" o "botànics" per a tots o alguns dels seus ingredients (com extractes de plantes), la majoria de les vegades barrejant-los amb un surfactant comú. L'efectivitat d'aquests ingredients orgànics és dubtosa i controvertida.

### Alternatius
Els xampús alternatius, alguna vegades anomenats lliures de SLS tenen menys quantitat de productes químics agressius, típicament, cap de la família dels sulfats. Mentre clamen ser més suaus per al cabell humà, aquests xampús en general han de ser aplicats diverses vegades perquè remoguin tota la brutícia.

### Per nadons
El xampú per GNU s està formulat perquè sigui menys irritant per als ulls. Molts d'ells contenen Lauret sulfat de sodi i/o lauril sulfat de sodi, el surfactant més suau de la família dels sulfats. Alternativament, el xampú per a nadons podria formular usant altres classes de surfactants, especialment els no iònics, els quals són molt més suaus que qualsevol dels aniònics usats.

### Per a animals
El xampú per a animals (com ara els gos sobre gat s) ha d'estar especialment formulat per a ells, ja que la seva pell té menys capes de cèl·lules que la pell humana. La pell de gats té 2 o 3 capes, mentre que la de gossos té de 3 a 5 capes. La pell humana, en contrast té de 10 a 15 capes. Aquest és un clar exemple de per què mai s'hauria d'utilitzar xampú de nadons amb gats o gossos.
El xampú per a animals podria contenir insecticida la seva altres components per al manteniment i tractament de la pell per paràsit s com la puça o sarna. És important recordar que encara que molts xampús per a les persones són apropiats per a ús animal, aquells productes que continguin ingredients actius com zinc en els anticaspa, són potencialment tòxics quan són ingerits en grans quantitats per animals i hauria de ser especialment curosos i evitar l'ús d'aquests productes en animals.

### Sòlid
El xampú està també disponible en forma sòlida el que permet fregar sobre el cabell. Això té l'avantatge que sigui més fàcil de transportar. El desavantatge és que té menor poder d'acció sobre el cabell molt curt.

## Xampús tradicionals
Els primers xampús usats a Indonèsia estaven fets de closca i palla d'arròs. Les closques i palles són cremades fins a ser cendres, i les cendres (que tenen propietats alcalí) són barrejades amb aigua per formar escuma. Les cendres i l'escuma eren refregats en el cabell i després rentat, deixant el cabell net, però molt eixut. Després del xampú, els indonesis apliquen oli de coco per rehumitejar el cabell.